# Joan Crespí Fiol
Joan Crespí Fiol (Mallorca, 1722 – Mallorca ?), va ser un missioner franciscà mallorquí i explorador del sud-oest estatunidenc. Es va dirigir a la península de Baixa Califòrnia per a posar-se a càrrec de la Missió de la Puríssima Concepció. El 1769 es va unir a l'expedició de Gaspar de Portolà per a ocupar San Diego i Monterey, continuant cap al mord fins a Portolá. L'any següent, va fundar la Missió San Carlos Borromeo de Carmelo, avui dia Carmel (Califòrnia), que es va convertir en la seva seu principal. Era capellà de l'expedició al Pacífic Nord portada a terme per Juan Pérez el 1774. Les seves memòries van proporcionar un valuós testimoniatge d'aquestes expedicions.